# بال‌کایا (سینجیک)
بال‌کایا (انگلیسی: Balkaya) 
(به زازاکی: Xacık) یک منطقه مسکونی در ترکیه است که در استان آدیامان و در ناحیه سینجیک واقع شده است.